# Tenoxicam
Tenoxicam ist ein nichtsteroidales Antirheumatikum (NSAR) aus der Gruppe der Oxicame mit analgetischen, antiphlogistischen und antipyretischen Eigenschaften. Es ist zur oralen, rektalen und intravenösen Gabe vorgesehen und wird unter anderem bei Schmerzen des rheumatoiden Formenkreises, Osteoarthritis, Spondylitis ankylosans, Sehnenentzündung, Morbus Bechterew, posttraumatischen Schmerzen, Schleimbeutelentzündung, Tendinitis, Frozen Shoulder, Zerrungen und Verstauchungen oder akuter Gicht eingesetzt.

## Geschichte
Es wurde 1976 durch Hoffmann-La Roche patentiert, als Erfinder gelten Rudolf Pfister, Paul Zeller, Dieter Binder und Otto Hromatka.
In Europa wurde Tenoxicam 1982 in Frankreich eingeführt. Kurz darauf begannen klinische Versuche für die Verwendung als Analgetika.
In Deutschland war Tenoxicam als Analogwirkstoff zu Piroxicam zwischen 1987 und 2000 unter den Namen Liman und Tilcotil im Handel.

## Gewinnung
In der Literatur ist die Gewinnung ausgehend von einer Fiesselmann Thiophensynthese beschrieben.

## Eigenschaften
Die Keto-Enol-Tautomerie ist analog zum Derivat Lornoxicam.
Unter Standardbedingungen liegt Tenoxicam als gelbes, kristallines Pulver vor. Wie die meisten nichtsteroidalen Antiphlogistika ist es mit einem pKs von 4,78 eine schwache Säure.

## Pharmakologie

### Pharmakodynamik
Tenoxicam bewirkt eine Blockade der Prostaglandin-Synthese durch Hemmung von Cyclooxygenasen; es hemmt auch die Thrombozytenaggregation. Untersuchungen an Cyclooxygenase-Isoenzymen zeigten, dass Tenoxicam Cyclooxygenase-Isoenzyme im Verhältnis COX-2/COX-1 von 1,34 hemmt. Aus Versuchen mit Leukozytenperoxydase geht hervor, dass Tenoxicam am Entzündungsort als Radikalfänger wirkt.

### Pharmakokinetik
Der Wirkstoff wird in die Leber über Cytochrom P450 2C9 mit dem hauptsächlichen, inaktiven Metabolit 5-Hydroxy-tenoxicam bei einer absoluten Bioverfügbarkeit verstoffwechselt. Die maximalen Plasmakonzentrationen bei nüchterner Einnahme sind innerhalb der ersten zwei Stunden zu beobachten. Das Verteilungsvolumen liegt im Fließgleichgewicht im Mittel zwischen 10 und 11 Litern. Im Blut wird Tenoxicam zu mehr als 99 % an Albumin gebunden. Bis zu zwei Drittel werden im Urin ausgeschieden, der Rest über die Galle, hauptsächlich in Form glukuronidierter Verbindungen. Weniger als 1 % der verabreichten Dosis wird unverändert im Urin ausgeschieden.
Die Plasmahalbwertszeit liegt zwischen 49 und 81, im Mittel bei 72 Stunden.
Die übliche Tagesdosis wird aufgrund der langsamen Verstoffwechslung einmal täglich eingenommen.
Obwohl die therapeutische Wirkung bald nach Behandlungsbeginn eintritt, nimmt sie während der ersten beiden Wochen weiterhin zu, bis die Plasmakonzentration das Fließgleichgewicht erreicht hat.

## Klinische Angaben

### Kontraindikationen
Im letzten Drittel der Schwangerschaft sollte kein Tenoxicam genommen werden. Weitere Gegenanzeigen sind Morbus Crohn, Colitis ulcerosa, schwere Leber-, Herz- oder Nierenfunktionsstörungen.
Vor Narkosen oder chirurgischen Eingriffen sollen ältere Patienten, Kranke mit erhöhtem Risiko eines Nierenversagens sowie Patienten mit erhöhtem Blutungsrisiko das Mittel nicht erhalten, da wie bei allen NSAR das Risiko eines akuten Nierenversagens erhöht ist und die Möglichkeit von Hämostasestörungen besteht. Eine Kombinationsbehandlung mit Salicylaten oder anderen NSAR sollte wegen des erhöhten Risikos gastrointestinaler Nebenwirkungen vermieden werden.
Für Patienten unter 18 Jahren liegen noch zu wenig klinische Erfahrungen vor.

### Nebenwirkungen
Sehr häufig treten Magenschmerzen, Sodbrennen, Nausea, Diarrhö oder Verstopfung auf. Bei 1–2 % wurde auch Pruritus, Exanthem, Erythem, Urtikaria, Schwindel, Kopfschmerzen, Dyspepsie, Epigastrische und abdominelle Beschwerden oder ein Anstieg von Kreatinin, SGOT, SGPT oder Bilirubin beobachtet. Gelegentlich kommt es zu Ermüdungserscheinungen, Appetitlosigkeit, Schlafstörungen, Drehschwindel, Herzklopfen, Stomatitis, Gastritis, Erbrechen oder trockenem Mund. Selten bis sehr selten kann es zu einer Senkung der Hämoglobinwerte kommen, zu Anämie, Agranulozytose, Granulozytopenie, Leukopenie, Thrombozytopenie, leichten Ödemen, Photodermatose, gastrointestinalen Blutungen einschließlich Hämatemesis und Melaena, Ulzera, Überempfindlichkeitsreaktionen wie Dyspnoe, Asthma, Anaphylaxie, Angioödemen, Sehstörungen, Vasculitis, Lichtempfindlichkeit oder gastrointestinaler Perforation.
Die renalen Effekte der NSAR umfassen Flüssigkeitsretention mit Ödemen und/oder arterieller Hypertonie.
Sehr selten können schwere, manchmal tödliche Hautreaktionen, einschließlich exfoliativer Dermatitis, Stevens-Johnson-Syndrom und toxischer epidermaler Nekrolyse auftreten. Die Anwendung von Tenoxicam kann die weibliche Fertilität beeinträchtigen und wird daher bei Frauen, die schwanger werden möchten nicht empfohlen.

### Wechselwirkungen
Bei gleichzeitiger Einnahme von Diuretika, Kortikosteroiden, Antikoagulantien vom Cumarin-Typ, selektiven Serotonin-Wiederaufnahmehemmern, Thrombozytenaggregationshemmern oder ACE-Hemmern ist Vorsicht geboten, die gleichzeitige Anwendung mit anderen nicht-steroidalen Entzündungshemmern, einschließlich COX-2-selektiver Inhibitoren, ist zu vermeiden.
Salicylate verdrängen Tenoxicam von den Proteinbindungsstellen und erhöhen damit das Verteilungsvolumen. Die gleichzeitige Anwendung von Methotrexat wurde mit reduzierter Sekretion der Nierentubuli, höheren Plasmakonzentrationen und schwerer Toxizität von Methotrexat in Verbindung gebracht. Plasmaspiegel sowie Toxizität von Lithium werden durch gleichzeitige Einnahme erhöht.

## Handelsnamen
Tenoxicam wird allgemein als Monopräparat vertrieben.
Handelsnamen: Dolmen (I), Rexalgan (I), Tilcotil (CH, B, I, J, TR), Tilko (TR), Vienoks (TR), Mobiflex (GB)